# Alfa Romeo Giulietta (2010)
Pour les articles homonymes, voir Alfa Romeo Giulietta.
L'Alfa Romeo Giulietta, d'abord connue sous le nom de projet 149, puis sous l'appellation provisoire Milano (finalement repoussée pour cause de délocalisation de l'usine se trouvant à Milan), est un modèle automobile du segment C produit par le constructeur italien Alfa Romeo. 
Elle est la remplaçante de l'Alfa Romeo 147 dans le segment des compactes à 5 portes. Son nom de code en interne est ZAR 940. Sa présentation repoussée plusieurs fois en raison de la crise financière, l'Alfa Romeo Giulietta est présentée en avant-première mondiale le 2 décembre 2009 et finalement dévoilée au salon de l'automobile de Genève en mars 2010. Elle est la voiture du centenaire de la marque au trèfle. Elle est assemblée à Cassino en Italie. On peut parler de succès commercial pour ce modèle puisque de la date de commercialisation jusque fin 2010 Alfa Romeo a écoulé 3 904 modèles en France, surtout que ce n'était pas une année pleine.

## Historique

Phases de l'Alfa Romeo Giulietta.
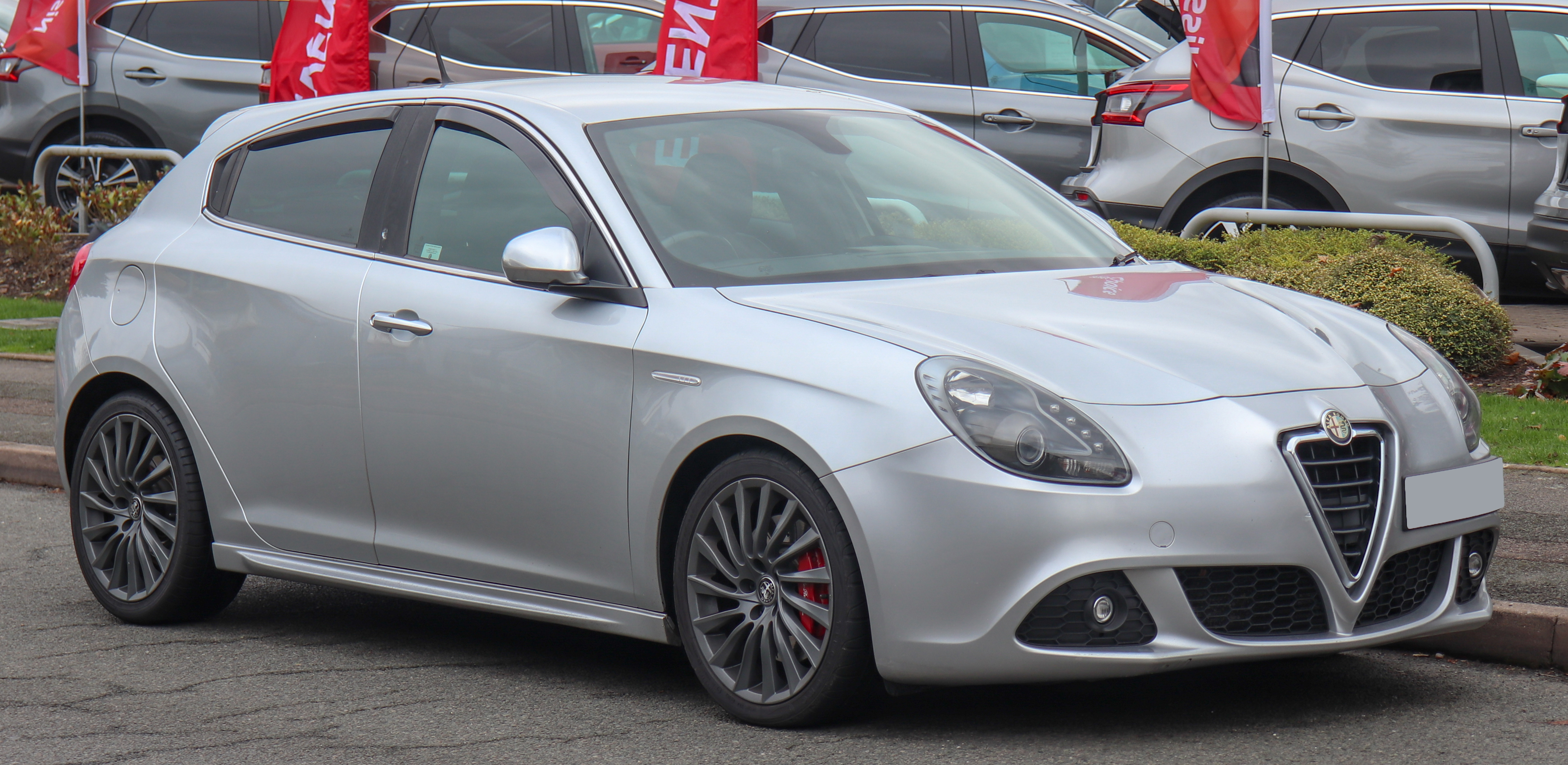
Phase 1 (2010-2013).
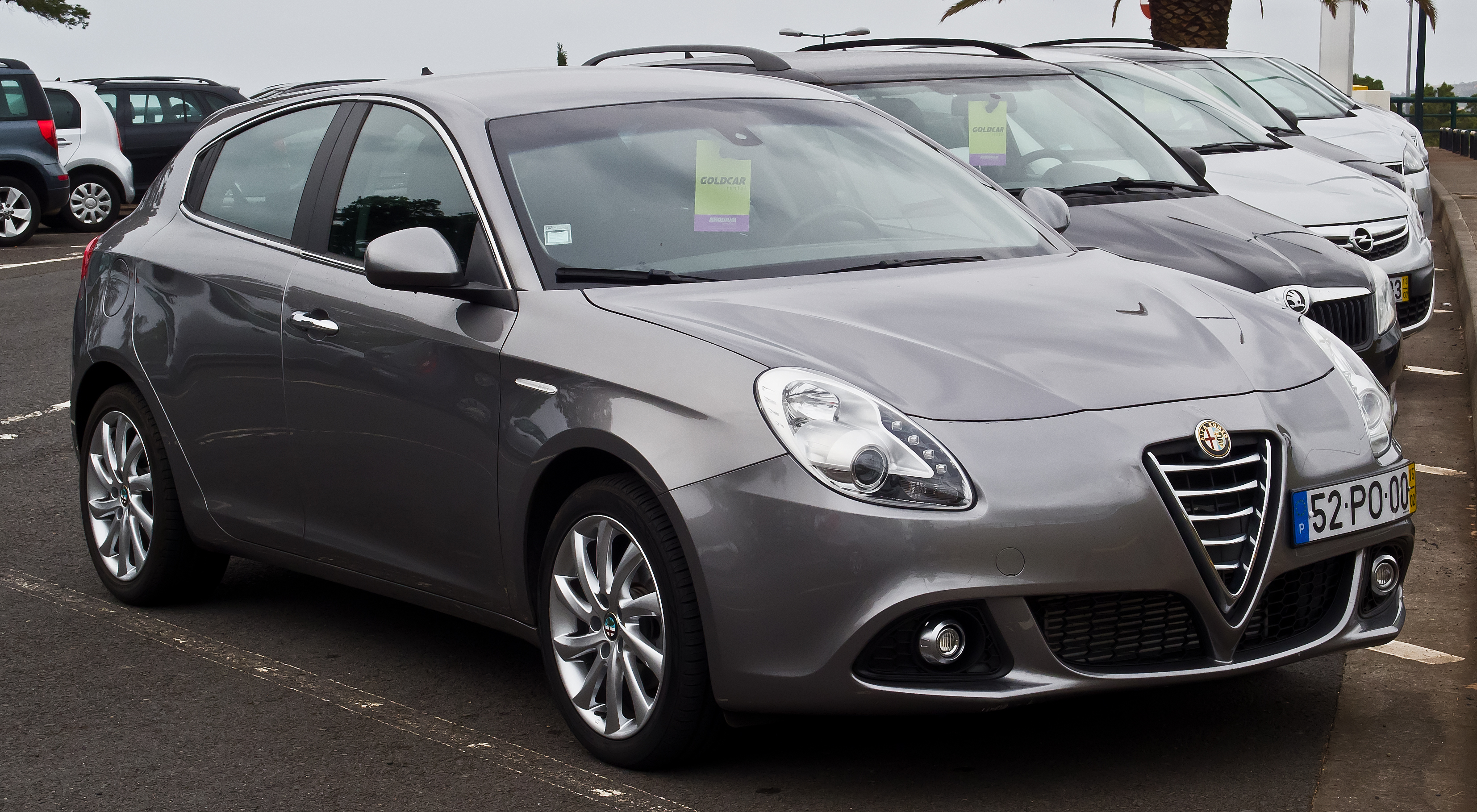
Phase 2 (2013-2016).
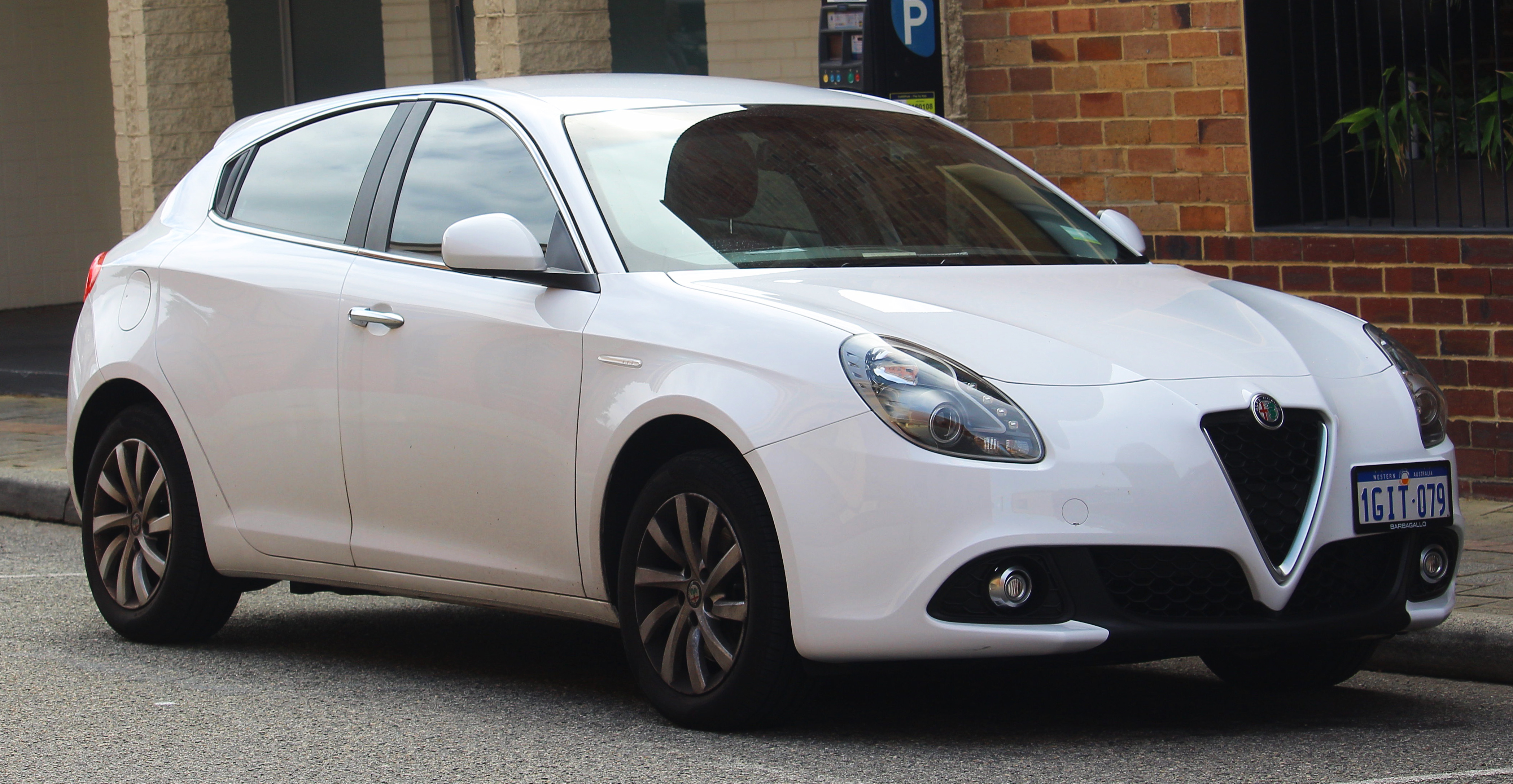
Phase 3 (2016-2020).

En 2013, la Giulietta est restylée en recevant des phares et des boucliers à LED avec une nouvelle calandre à barrettes, puis en 2016, avec une calandre plus large en nid d'abeilles, le bouclier bas qui adopte un insert et des phares avec des masques noirs. Le second lifting de cette voiture est présenté au Salon de Genève 2016.
Début 2020, Alfa Romeo annonce que la Giulietta cessera d'être commercialisée fin 2020. Elle est indirectement remplacée par le SUV Tonale.

## Les différentes versions

### Finitions

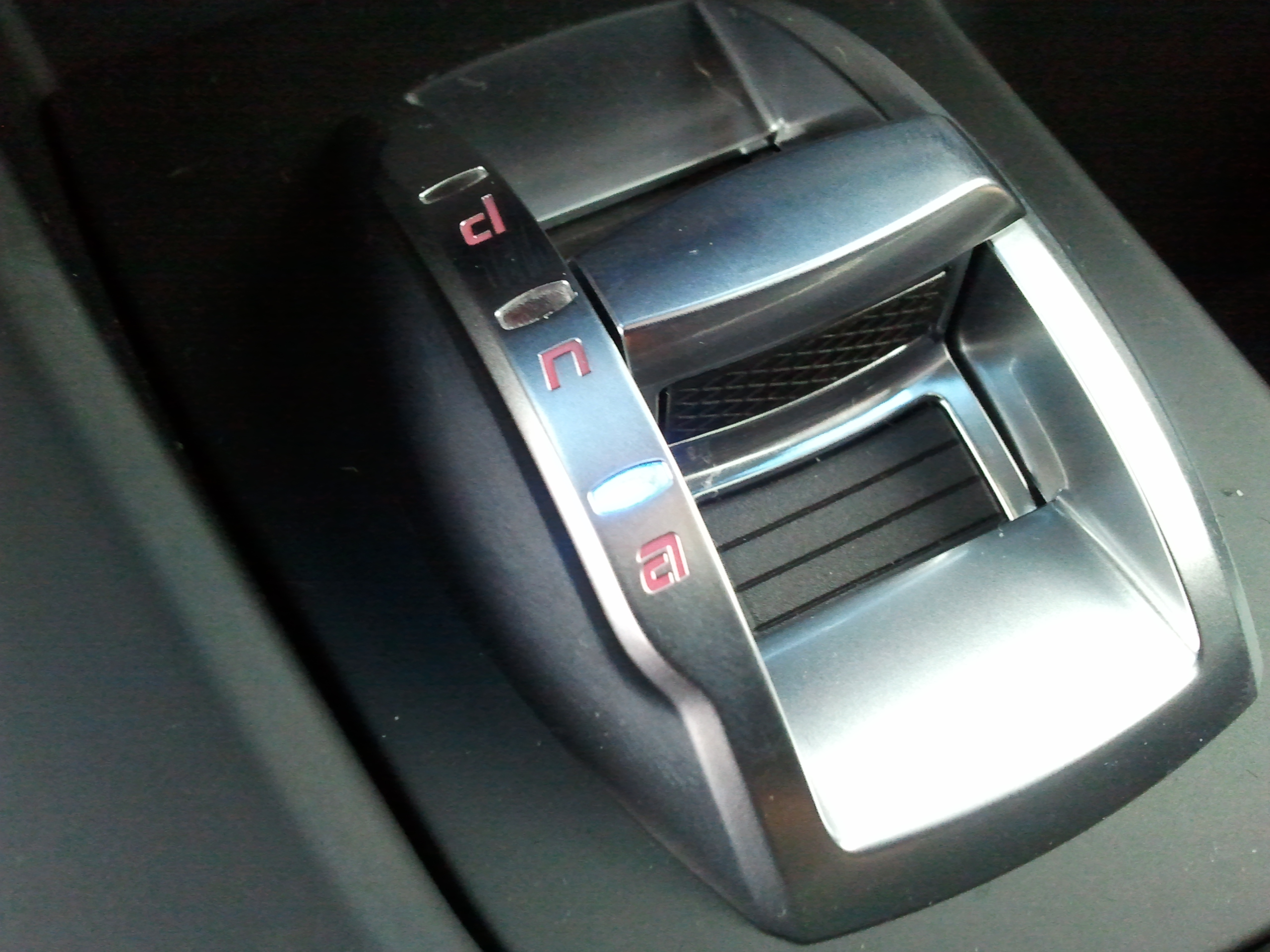
Système de gestion électronique Alfa DNA.

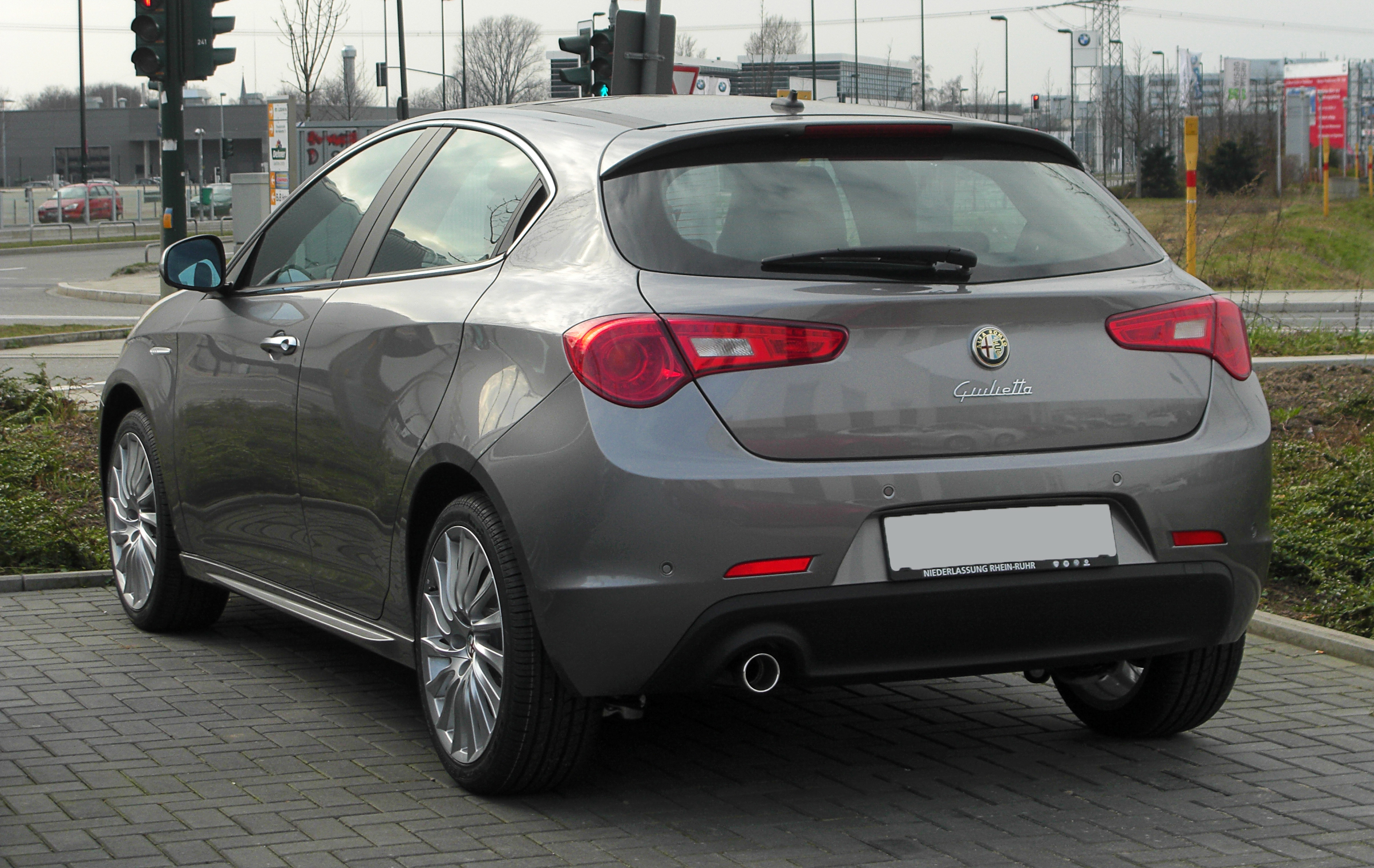
Vue arrière de la Giulietta.

Cinq niveaux de finitions sont disponibles :
- Impulsive : Composée de la climatisation automatique Bi-zone, des rétroviseurs électriques et dégivrants, du sélecteur DNA permettant de modifier le comportement de l'auto, les 4 vitres électriques, la radio CD MP3, le régulateur de vitesse, 6 airbags, Start and Stop, VDC, volant cuir et sellerie tissu sprint, auto-bloquant électronique Q2, spoiler arrière, ordinateur de bord et direction Dual Pinion.
- Distinctive : En plus des équipements de la version Impulsive, cette finition rajoute : les capteurs de recul, le Blue and Me avec commandes au volant, un accoudoir arrière avec rangement, un troisième appui-tête, rétroviseur photochromatique, capteur de pluie et de luminosité, jantes alliage 16 pouces, projecteurs antibrouillards avant, rétroviseurs avant rabattables électriquement, siège passager réglable en hauteur, sellerie tissu Competizione.
- Super : En plus des équipements de la version Distinctive, cette finition ajoute : insert planche de bord en aluminium foncé, jupes latérales sport, pédalier sport en aluminium, coques de rétroviseurs extérieurs chrome satiné, jantes 17" Design Sport avec des pneumatiques 225/45 R17, suspensions surbaissées et couvre-longerons teinte carrosserie, projecteurs avant et revêtements intérieurs avec finition sombre.
- Exclusive (anciennement Selective) : Cette finition en plus de la Distinctive ajoute, la sellerie cuir tressée, le système de navigation GPS Radio Nav et des jantes alliage 17" Design Eleganza avec des pneumatiques 225/45 R17.
- Quadrifoglio Verde : Cette finition en plus de la Sélective ajoute un pack Sport avec jantes 17" design Veloce et sellerie cuir et microfibres, le logo Quadrifoglio Verde, vitres arrière surteintées, étriers de freins renforcés de couleur rouge. Cette finition est uniquement disponible avec la motorisation essence 1750 TBi 235 ou 240 ch.

- Collezione
- Super
- Veloce
- Lusso
- Business
- Trofeo

## Caractéristiques

### Chaîne cinématique

#### Motorisations
L'Alfa Giulietta est équipée de moteurs utilisant le système Multiair (brevet Magneti-Marelli) développant 170 ch. Une version sportive, baptisée Quadrifoglio Verde, équipée du 1750 TBi développant 235 ch, vient coiffer la gamme. L'entrée de gamme est représentée par le Tjet 120 ch.
De série, elle s'équipe du DNA (Dynamic, Normal et All Weather) intervenant entre autres sur la cartographie moteur, sur le différentiel électronique Q2, sur le système électronique de stabilité, sur le freinage et sur la direction. Le choix des motorisations est assez ample dès le début de sa commercialisation en avril 2010, on trouve :
|                           | 1.4 T-Jet 105                | 1.4 T-Jet 120                | 1.4 Multiair 170             | 1750 TBi 235                 | 1750 TBi 240                 | 1.6 JTDm 105                | 2.0 JTDm 140                | 2.0 JTDm 170                |
| ------------------------- | ---------------------------- | ---------------------------- | ---------------------------- | ---------------------------- | ---------------------------- | --------------------------- | --------------------------- | --------------------------- |
| Disponibilité             | 2012                         | 2010                         | 2010                         | 2010                         | 2014                         | 2010                        | fin 2010                    | 2010                        |
| Cylindrée (cm3)           | 1 368                        | 1 368                        | 1 368                        | 1 742                        | 1 742                        | 1 598                       | 1 956                       | 1 956                       |
| Architecture              | 4-cylindres en ligne essence | 4-cylindres en ligne essence | 4-cylindres en ligne essence | 4-cylindres en ligne essence | 4-cylindres en ligne essence | 4-cylindres en ligne diesel | 4-cylindres en ligne diesel | 4-cylindres en ligne diesel |
| Puissance maximale (ch)   | 105                          | 120                          | 170                          | 235                          | 240                          | 105                         | 140                         | 170                         |
| au régime de (tr/min)     | 5 000                        | 5 000                        | 5 500                        | 5 500                        | 5 750                        | 4 000                       | 3 750                       | 4 000                       |
| Couple maximal (N m)      | 206                          | 206                          | 230 / 250                    | 300 / 340                    | 300 / 340                    | 280 / 320                   | 320 / 350                   | 320 / 350                   |
| au régime de (tr/min)     | 1 750                        | 1 750                        | 2 500                        | 1 900                        | 1850 / 2000                  | 1 500                       | 1 500                       | 1 500                       |
| Transmission              | Traction                     | Traction                     | Traction                     | Traction                     | Traction                     | Traction                    | Traction                    | Traction                    |
| Vitesse maximale (km/h)   | 190                          | 195                          | 218                          | 242                          | 244                          | 185                         | 205                         | 218                         |
| 0-100 km/h (s)            | 10                           | 9,4                          | 7,8                          | 6,8                          | 6                            | 11,3                        | 9                           | 8                           |
| Consommation (L/100 km)   | 6,2                          | 6,4                          | 5,8                          | 7,6                          | 6,8                          | 4,4                         | 4,5                         | 4,7                         |
| Émissions de CO2 (g/km)   | 149                          | 149                          | 134                          | 177                          | 157                          | 114                         | 120                         | 128                         |
| Capacité du réservoir (L) | 60                           | 60                           | 60                           | 60                           | 60                           | 60                          | 60                          | 60                          |
| Masse à vide (kg)         | 1 355                        | 1 355                        | 1 365                        | 1 320                        | 1 320                        | 1 385                       | 1 385                       | 1 395                       |
| Norme environnementale    | Euro 6                       | Euro 6                       | Euro 6                       | Euro 6                       | Euro 6                       | Euro 6                      | Euro 6                      | Euro 6                      |

Légende couleur : Essence ; Diesel
- Les valeurs indiquées pour le couple maximum sont données avec le sélectionneur DNA en position « Normal » comparé à « Dynamic ».
- Tous les moteurs sont suralimentés par un turbocompresseur. Les diesels utilisent tous l'Injection directe à rampe commune Multijet 2.
- Tous les modèles essence sont Euro 6 et équipés en série du système d'arrêt-démarrage automatique, sauf pour la version 1750 TBi.
- Le moteur 1.4 Multiair 170 ch a été élu moteur de l'année 2010 pour ses faibles consommations et ses performances.

### Châssis et carrosserie
L'Alfa Romeo Giulietta inaugure une toute nouvelle plateforme baptisée Compact-Evo. La face avant de cette nouvelle Alfa Romeo reprend le style de la supercar 8C Competizione et de la petite MiTo. Le dessin de la voiture est dû au Centro Stile Alfa Romeo. Tous les éléments caractéristiques de la marque sont présents, comme le fameux scudetto, la mythique calandre de la marque. D'un prix de base indicatif de 21 500 € environ, l'Alfa Romeo Giulietta est en concurrence avec plusieurs modèles premium comme l'Audi A3 ou la BMW Série 1. Ce prix pas vraiment low cost s'explique par une qualité de fabrication de bon niveau (et en très net progrès par rapport à la 147, mais n'atteignant pas les ténors de la catégorie) et par un équipement de base assez complet. Cette Giulietta de troisième génération est devenue une compacte depuis sa réapparition en mai 2010 en Europe, alors que les deux précédents opus étaient des familiales.

## Production
Au total, sur les 11 années de productions, 481 060 véhicules sortent d'usine.
Tableau récapitulatif de la production selon les données statistiques ANFIA, (équivalent du CCFA français) :
|      |        |        |        |        |        |        |        |        | 10 000 |        |        |        |        |        |        |        |        |        | 20 000 |        |        |        |        |        |        |        |        |        | 30 000 |        |        |        |        |        |        |        |        |        | 40 000 |        |        |        |        |        |        |        |        |        | 50 000 |        |        |        |        |        |        |        |        |        | 60 000 |        |        |        |        |        |        |        |        |        | 70 000 |        |        |        |        |        |        |        |        |        | 80 000 |        |        |        |  |  |  |  |  |  | 90 000 |  |  |
| 2010 | 46 619 | 46 619 | 46 619 | 46 619 | 46 619 | 46 619 | 46 619 | 46 619 | 46 619 | 46 619 | 46 619 | 46 619 | 46 619 | 46 619 | 46 619 | 46 619 | 46 619 | 46 619 | 46 619 | 46 619 | 46 619 | 46 619 | 46 619 | 46 619 | 46 619 | 46 619 | 46 619 | 46 619 | 46 619 | 46 619 | 46 619 | 46 619 | 46 619 | 46 619 | 46 619 | 46 619 | 46 619 | 46 619 | 46 619 | 46 619 | 46 619 | 46 619 | 46 619 | 46 619 | 46 619 | 46 619 |        |        |        |        |        |        |        |        |        |        |        |        |        |        |        |        |        |        |        |        |        |        |        |        |        |        |        |        |        |        |        |        |        |        |        |        |  |  |  |  |  |  |        |  |  |
| 2011 | 82 236 | 82 236 | 82 236 | 82 236 | 82 236 | 82 236 | 82 236 | 82 236 | 82 236 | 82 236 | 82 236 | 82 236 | 82 236 | 82 236 | 82 236 | 82 236 | 82 236 | 82 236 | 82 236 | 82 236 | 82 236 | 82 236 | 82 236 | 82 236 | 82 236 | 82 236 | 82 236 | 82 236 | 82 236 | 82 236 | 82 236 | 82 236 | 82 236 | 82 236 | 82 236 | 82 236 | 82 236 | 82 236 | 82 236 | 82 236 | 82 236 | 82 236 | 82 236 | 82 236 | 82 236 | 82 236 | 82 236 | 82 236 | 82 236 | 82 236 | 82 236 | 82 236 | 82 236 | 82 236 | 82 236 | 82 236 | 82 236 | 82 236 | 82 236 | 82 236 | 82 236 | 82 236 | 82 236 | 82 236 | 82 236 | 82 236 | 82 236 | 82 236 | 82 236 | 82 236 | 82 236 | 82 236 | 82 236 | 82 236 | 82 236 | 82 236 | 82 236 | 82 236 | 82 236 | 82 236 | 82 236 | 82 236 |  |  |  |  |  |  |        |  |  |
| 2012 | 67 196 | 67 196 | 67 196 | 67 196 | 67 196 | 67 196 | 67 196 | 67 196 | 67 196 | 67 196 | 67 196 | 67 196 | 67 196 | 67 196 | 67 196 | 67 196 | 67 196 | 67 196 | 67 196 | 67 196 | 67 196 | 67 196 | 67 196 | 67 196 | 67 196 | 67 196 | 67 196 | 67 196 | 67 196 | 67 196 | 67 196 | 67 196 | 67 196 | 67 196 | 67 196 | 67 196 | 67 196 | 67 196 | 67 196 | 67 196 | 67 196 | 67 196 | 67 196 | 67 196 | 67 196 | 67 196 | 67 196 | 67 196 | 67 196 | 67 196 | 67 196 | 67 196 | 67 196 | 67 196 | 67 196 | 67 196 | 67 196 | 67 196 | 67 196 | 67 196 | 67 196 | 67 196 | 67 196 | 67 196 | 67 196 | 67 196 | 67 196 |        |        |        |        |        |        |        |        |        |        |        |        |        |        |        |  |  |  |  |  |  |        |  |  |
| 2013 | 55 541 | 55 541 | 55 541 | 55 541 | 55 541 | 55 541 | 55 541 | 55 541 | 55 541 | 55 541 | 55 541 | 55 541 | 55 541 | 55 541 | 55 541 | 55 541 | 55 541 | 55 541 | 55 541 | 55 541 | 55 541 | 55 541 | 55 541 | 55 541 | 55 541 | 55 541 | 55 541 | 55 541 | 55 541 | 55 541 | 55 541 | 55 541 | 55 541 | 55 541 | 55 541 | 55 541 | 55 541 | 55 541 | 55 541 | 55 541 | 55 541 | 55 541 | 55 541 | 55 541 | 55 541 | 55 541 | 55 541 | 55 541 | 55 541 | 55 541 | 55 541 | 55 541 | 55 541 | 55 541 | 55 541 |        |        |        |        |        |        |        |        |        |        |        |        |        |        |        |        |        |        |        |        |        |        |        |        |        |        |        |  |  |  |  |  |  |        |  |  |
| 2014 | 47 523 | 47 523 | 47 523 | 47 523 | 47 523 | 47 523 | 47 523 | 47 523 | 47 523 | 47 523 | 47 523 | 47 523 | 47 523 | 47 523 | 47 523 | 47 523 | 47 523 | 47 523 | 47 523 | 47 523 | 47 523 | 47 523 | 47 523 | 47 523 | 47 523 | 47 523 | 47 523 | 47 523 | 47 523 | 47 523 | 47 523 | 47 523 | 47 523 | 47 523 | 47 523 | 47 523 | 47 523 | 47 523 | 47 523 | 47 523 | 47 523 | 47 523 | 47 523 | 47 523 | 47 523 | 47 523 | 47 523 |        |        |        |        |        |        |        |        |        |        |        |        |        |        |        |        |        |        |        |        |        |        |        |        |        |        |        |        |        |        |        |        |        |        |        |  |  |  |  |  |  |        |  |  |
| 2015 | 44 630 | 44 630 | 44 630 | 44 630 | 44 630 | 44 630 | 44 630 | 44 630 | 44 630 | 44 630 | 44 630 | 44 630 | 44 630 | 44 630 | 44 630 | 44 630 | 44 630 | 44 630 | 44 630 | 44 630 | 44 630 | 44 630 | 44 630 | 44 630 | 44 630 | 44 630 | 44 630 | 44 630 | 44 630 | 44 630 | 44 630 | 44 630 | 44 630 | 44 630 | 44 630 | 44 630 | 44 630 | 44 630 | 44 630 | 44 630 | 44 630 | 44 630 | 44 630 | 44 630 |        |        |        |        |        |        |        |        |        |        |        |        |        |        |        |        |        |        |        |        |        |        |        |        |        |        |        |        |        |        |        |        |        |        |        |        |        |        |  |  |  |  |  |  |        |  |  |
| 2016 | 46 134 | 46 134 | 46 134 | 46 134 | 46 134 | 46 134 | 46 134 | 46 134 | 46 134 | 46 134 | 46 134 | 46 134 | 46 134 | 46 134 | 46 134 | 46 134 | 46 134 | 46 134 | 46 134 | 46 134 | 46 134 | 46 134 | 46 134 | 46 134 | 46 134 | 46 134 | 46 134 | 46 134 | 46 134 | 46 134 | 46 134 | 46 134 | 46 134 | 46 134 | 46 134 | 46 134 | 46 134 | 46 134 | 46 134 | 46 134 | 46 134 | 46 134 | 46 134 | 46 134 | 46 134 | 46 134 |        |        |        |        |        |        |        |        |        |        |        |        |        |        |        |        |        |        |        |        |        |        |        |        |        |        |        |        |        |        |        |        |        |        |        |        |  |  |  |  |  |  |        |  |  |
| 2017 | 31 374 | 31 374 | 31 374 | 31 374 | 31 374 | 31 374 | 31 374 | 31 374 | 31 374 | 31 374 | 31 374 | 31 374 | 31 374 | 31 374 | 31 374 | 31 374 | 31 374 | 31 374 | 31 374 | 31 374 | 31 374 | 31 374 | 31 374 | 31 374 | 31 374 | 31 374 | 31 374 | 31 374 | 31 374 | 31 374 | 31 374 |        |        |        |        |        |        |        |        |        |        |        |        |        |        |        |        |        |        |        |        |        |        |        |        |        |        |        |        |        |        |        |        |        |        |        |        |        |        |        |        |        |        |        |        |        |        |        |        |        |        |        |  |  |  |  |  |  |        |  |  |
| 2018 | 30 867 | 30 867 | 30 867 | 30 867 | 30 867 | 30 867 | 30 867 | 30 867 | 30 867 | 30 867 | 30 867 | 30 867 | 30 867 | 30 867 | 30 867 | 30 867 | 30 867 | 30 867 | 30 867 | 30 867 | 30 867 | 30 867 | 30 867 | 30 867 | 30 867 | 30 867 | 30 867 | 30 867 | 30 867 | 30 867 |        |        |        |        |        |        |        |        |        |        |        |        |        |        |        |        |        |        |        |        |        |        |        |        |        |        |        |        |        |        |        |        |        |        |        |        |        |        |        |        |        |        |        |        |        |        |        |        |        |        |        |        |  |  |  |  |  |  |        |  |  |
| 2019 | 16 947 | 16 947 | 16 947 | 16 947 | 16 947 | 16 947 | 16 947 | 16 947 | 16 947 | 16 947 | 16 947 | 16 947 | 16 947 | 16 947 | 16 947 | 16 947 |        |        |        |        |        |        |        |        |        |        |        |        |        |        |        |        |        |        |        |        |        |        |        |        |        |        |        |        |        |        |        |        |        |        |        |        |        |        |        |        |        |        |        |        |        |        |        |        |        |        |        |        |        |        |        |        |        |        |        |        |        |        |        |        |        |        |  |  |  |  |  |  |        |  |  |
| 2020 | 11 993 | 11 993 | 11 993 | 11 993 | 11 993 | 11 993 | 11 993 | 11 993 | 11 993 | 11 993 | 11 993 |        |        |        |        |        |        |        |        |        |        |        |        |        |        |        |        |        |        |        |        |        |        |        |        |        |        |        |        |        |        |        |        |        |        |        |        |        |        |        |        |        |        |        |        |        |        |        |        |        |        |        |        |        |        |        |        |        |        |        |        |        |        |        |        |        |        |        |        |        |        |        |  |  |  |  |  |  |        |  |  |

## Sécurité
L'Alfa Romeo Giulietta a été conçue avec l'objectif d'obtenir 5 étoiles () aux crash tests de l'organisme indépendant Euro NCAP, note qu'elle obtient peu de temps après son lancement commercial ; dans le détail, elle obtient une note de 97 % pour la sécurité des occupants adultes, 85 % pour celle des occupants enfants, 63 % pour la protection des piétons et enfin 86 % pour ses assistances électroniques de sécurité.
En 2017 cependant, la Giulietta n'obtient plus que 3 étoiles () au test Euro NCAP, les tests ayant été rendus plus stricts et le modèle n'ayant que très peu évolué. Elle obtient alors 72 % pour la protections des occupants adultes, 56 % pour celle des occupants enfants, 59 % pour les piétons, et 25 % pour les aides à la sécurité. Son score bas en termes d'aides à la sécurité s'explique notamment par le fait qu'elle n'ait pas d’assistance au maintien sur la voie, ni de freinage automatique d'urgence ; elle dispose cependant du rappel de bouclage de ceinture de sécurité à l'avant comme à l'arrière.